# Lebende Polymerisation
Unter einer lebenden Polymerisation versteht man Kettenpolymerisationen, bei denen keine Abbruchreaktionen und Kettenübertragungen auftreten. Unter „lebenden Bedingungen“ wird die Kontrolle von Molmassen mit enger Verteilung möglich. Des Weiteren lassen sich unter diesen Voraussetzungen klar definierte Polymerstrukturen, wie zum Beispiel Blockcopolymere mit bestimmten Sequenzlängen erzeugen. Der Nachteil dieser Reaktionsführung ist die hohe Sensitivität gegenüber Verunreinigungen. Aus diesem Grund sind Schutzgastechnik und absolut trockene sowie reine Chemikalien fundamentale Voraussetzungen. Der Begriff living polymerisation wurde 1956 von Michael Szwarc für die anionische Polymerisation von Styrol in aprotischen Lösungsmitteln eingeführt.
Im klassischen Fall dient THF als Lösemittel und als Initiator wird Naphthalin-Natrium eingesetzt (1). Bei der Initiierung bilden sich Styrol-Radikalanionen (2), die in einer Dimerisierung in ein Dianion übergeht (3). Damit verfügt das Teilchen über zwei aktive Kettenenden. Im Wachstum werden die Monomere an das Dianion addiert (4).
Als lebende Polymerisationen werden solche Polymerisationen bezeichnet, die folgende Bedingungen erfüllen:
- Die Geschwindigkeitskonstante der Initiierung ist viel größer, als die der Propagation (ki ⋙ kp), sodass zum Zeitpunkt t=0 die aktiven Kettenenden quantitativ vorliegen.
- Alle aktiven Ketten wachsen unter gleichen Bedingungen.
- Es gibt weder Kettenabbruchreaktionen, noch gibt es Kettenübertragungsreaktionen.

Nach der Polymerisation bleiben die Kettenenden aktiv und können durch gezielte Umsetzung mit Abbruchreagenzien funktionalisiert werden.
Im engeren Sinne „lebend“ kann nur die anionische Polymerisation durchgeführt werden. Sehr ähnliche Ergebnisse sind aber auch mit der kontrollierten radikalischen Polymerisation (z. B.: ATRP, RAFT, NMP) sowie der Gruppentransfer-Polymerisation (GTP) erreichbar (quasilebende Polymerisation).